# Ælle van Northumbria

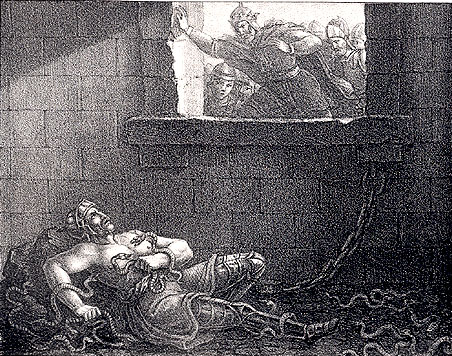
Ælla doodt Ragnar Lodbrok

Ælla (of Aelle) (overleden 21 maart 867) was in het midden van de 9e eeuw gedurende ongeveer vijf jaar koning van Northumbria. Bronnen over de Northumbrische geschiedenis voor deze periode zijn schaars. Ælla's afkomst is niet met zekerheid bekend en ook is de datering van zijn bewind problematisch. 
Hij is een belangrijk karakter in de saga Ragnarssona þáttr (Het verhaal van Ragnars zonen). Dit verhaal houdt hem verantwoordelijk voor de dood van Ragnar Lodbrok in 865. Deze daad zou nog in hetzelfde jaar de directe aanleiding geweest voor de invasie van Engeland door het Grote heidense leger. Volgens de saga zouden de zonen van Ragnar Lodbrok hun vader gewroken hebben door Ælle ter dood te brengen met de bloedarend. De Angelsaksische Kroniek vermeldt daarentegen dat de twee koningen ter plaatse stierven in de slag.